# Just Neighbors
Just Neighbors è un cortometraggio muto del 1919 diretto da Harold Lloyd insieme a Frank Terry. Il film, di genere comico, fu interpretato dallo stesso Lloyd e da Snub Pollard e Bebe Daniels.

## Trama
Vicini suburbani lavorano insieme per costruire un capanno per giardino, ma attraverso la disattenzione, finiscono col rovinare il giardino, così come il bucato, che sta asciugando nel cortile. La confusione fa anche sì che i polli sistemati si liberino.